# زنگ‌آوای گرمسیری
زنگ‌آوای گرمسیری (نام علمی: Laniarius major) نام یک گونه از سرده زنگ‌آواها است.